# Pont brûlé (quartier)
Pour les articles homonymes, voir Pont brulé (homonymie).

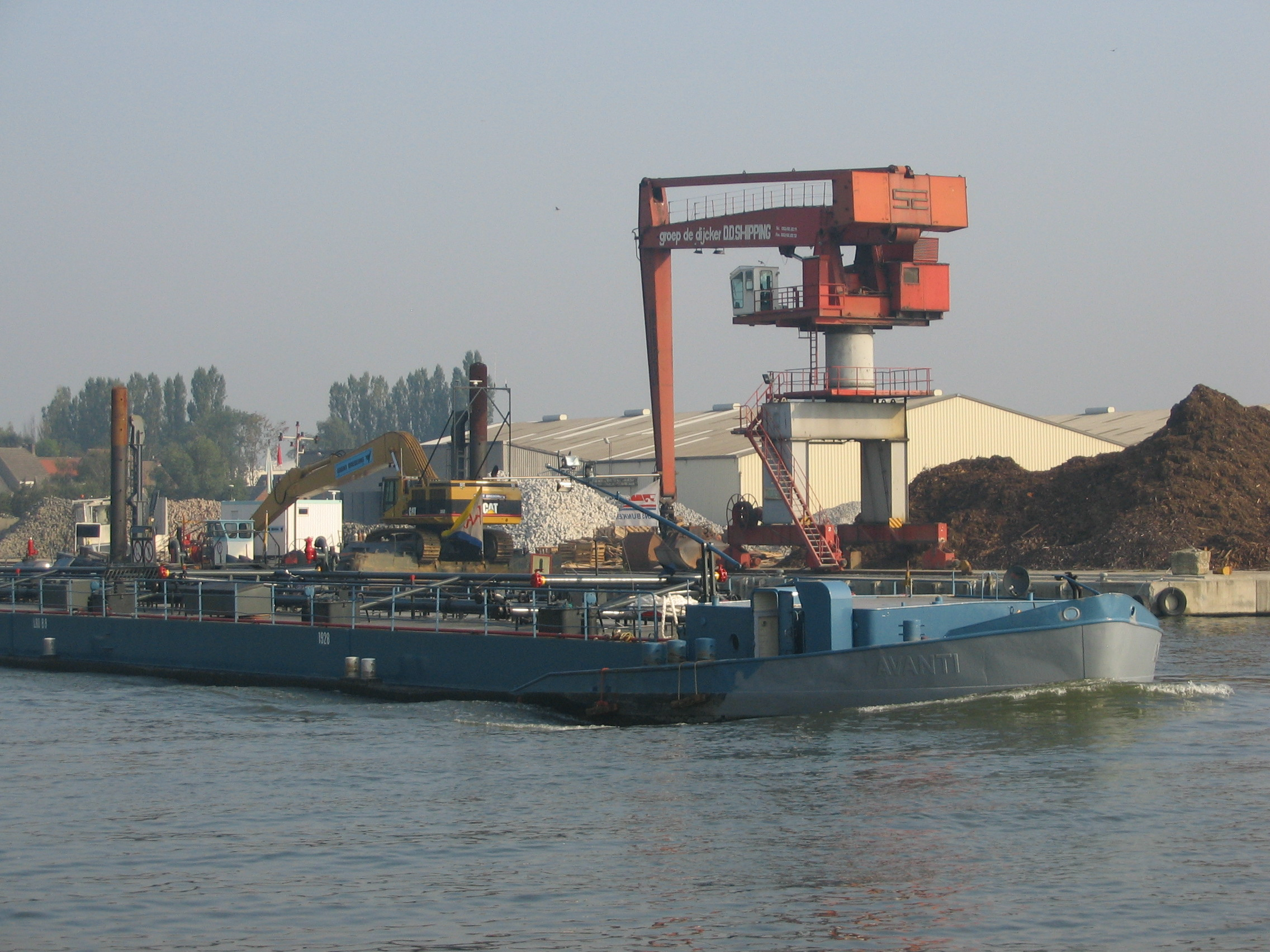
Quai de chargement le long du canal maritime de Bruxelles à l'Escaut.

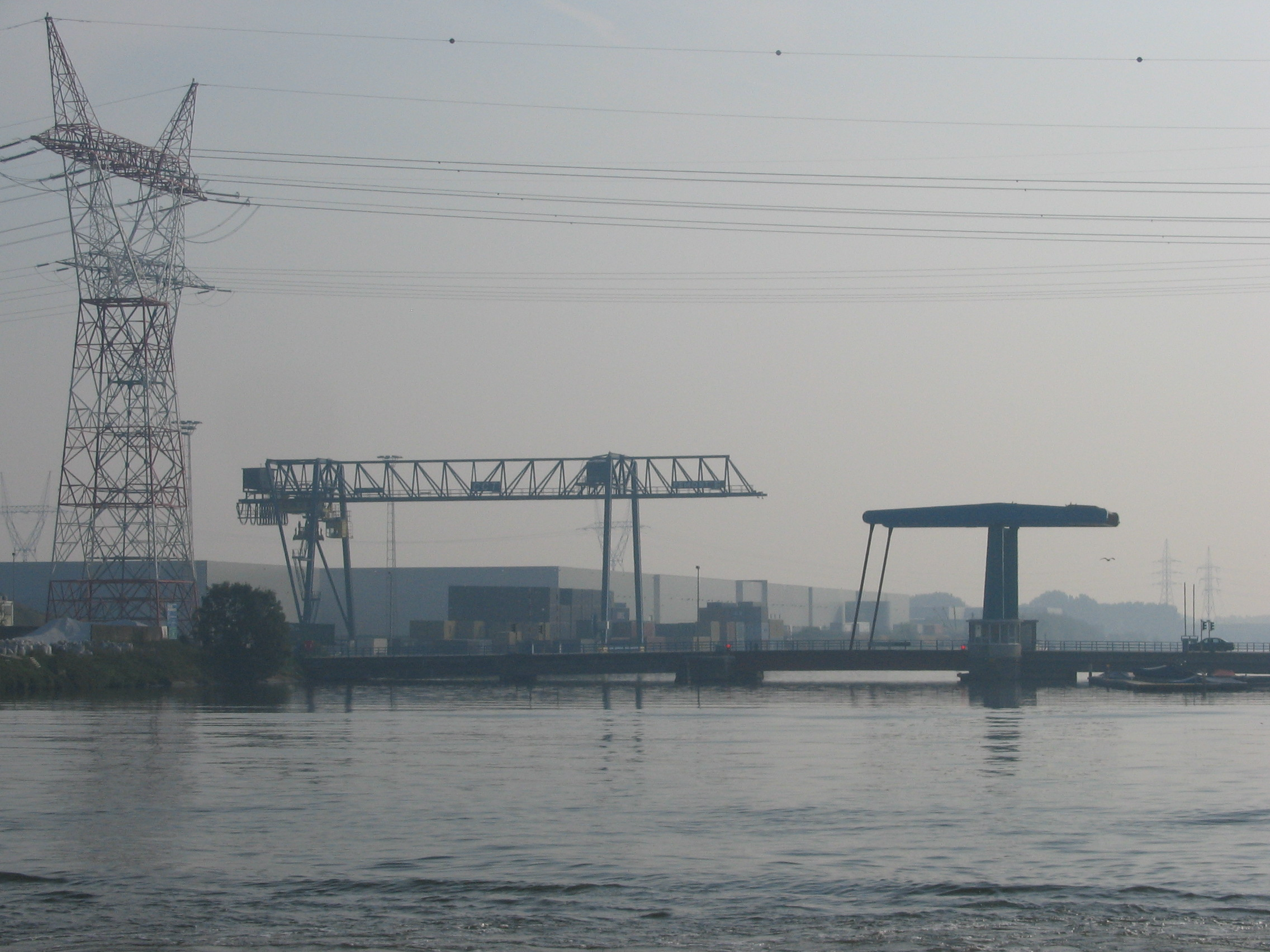
Terminal à conteneurs Cargovil le long du canal maritime de Bruxelles à l'Escaut.

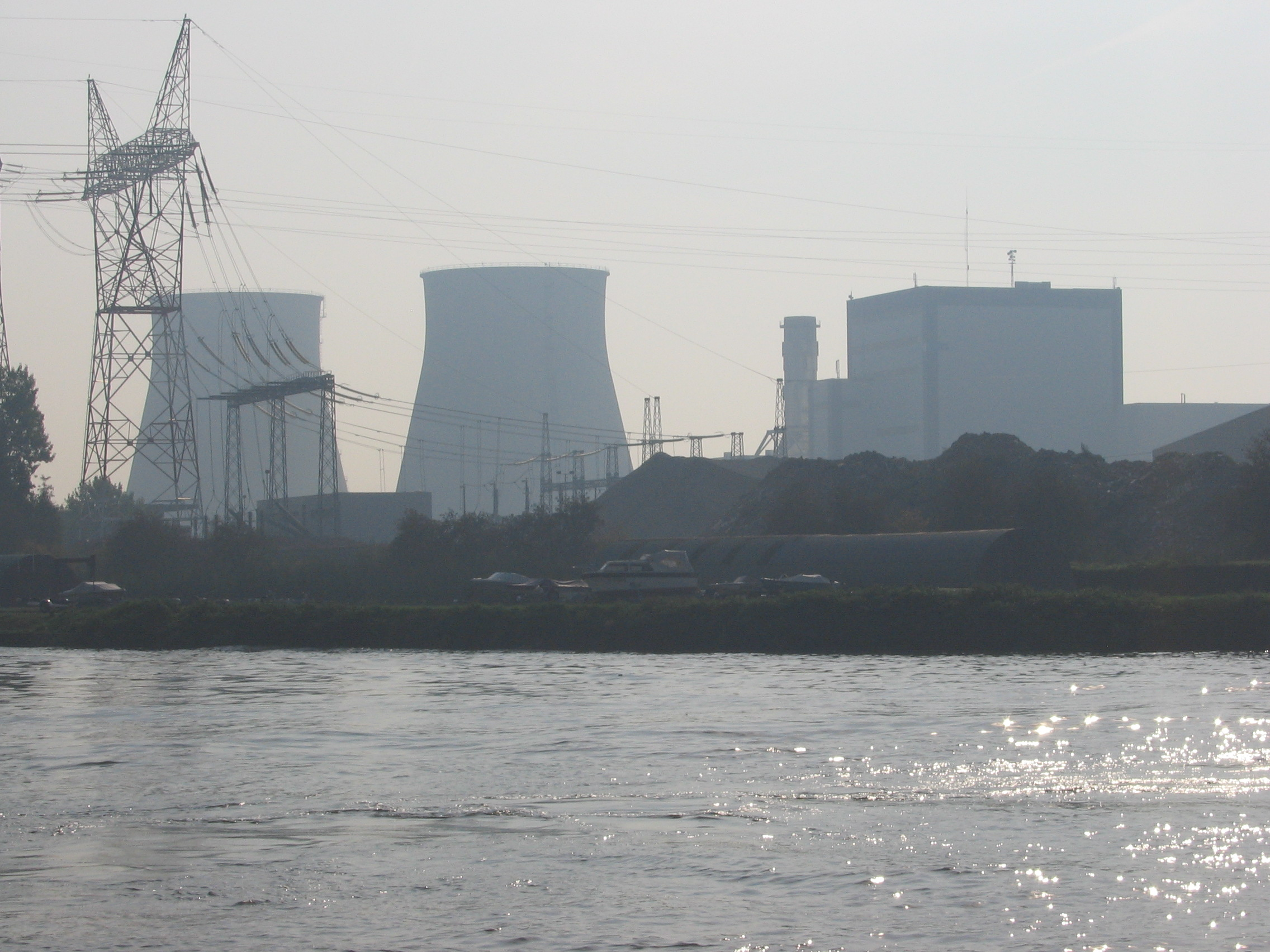
Centrale électrique du pont Brûlé.

Pont brûlé (en néerlandais : Verbrande Brug) ou Heienbeek (en néerlandais : Heienbeek) est un hameau de la commune de Grimbergen, en Belgique, province de Brabant flamand. L'endroit est situé entre Grimbergen, Zemst et Vilvorde, le long du Canal maritime de Bruxelles à l'Escaut autour du pont Brûlé qui lui a donné son nom. Il est l'une des parties les plus industrielles de la commune et on y trouve principalement des maisons de la classe ouvrière. L’église paroissiale néo-gothique, située sur le Brugsesteenweg est dédiée au Sacré-Cœur. Elle remonte à 1887 et a été conçue par l'architecte de la province Gustave Hansotte.

## Origines
Le quartier date du XVIe siècle, celui-ci a été au cours des siècles principalement peuplé par les travailleurs des différentes usines de la zone du canal et de Vilvorde. La création de la paroisse du Sacré-Cœur en 1873 a été une conséquence directe de l'augmentation de l'industrialisation le long du canal de Willebroeck.

## Nom
Le village doit son nom au pont Brûlé  qui lui doit son nom au fait que, peu de temps après la construction du pont, les Espagnols qui étaient casernés à Vilvorde en 1577, ont brûlé celui-ci pour éviter les attaques des Geux.

## Histoire
1577
Le pont sur le canal, près du hameau, est brûlé, peu de temps après sa construction par les Espagnols d’où le nom du pont et du hameau.
1873
Heienbeek, connu  maintenant  comme Pont Brûlé devint une paroisse autonome : la paroisse du Sacré-Cœur.
1914
Pont brûlé est la scène de combats, dans une tentative de contre-attaque par l'armée Belge contre l'invasion allemande. C'est le caporal Léon Trésignies qui par son action, va récupérer le pont et les rives aux Allemands.
1975
Un film y fut tourné dont le titre est justement Pont brûlé. Le film a pour réalisateur Guido Henderickx, et comme acteur principal Jan Decleir.

## L'industrie
Après l'incendie en 1914 du château du comte Cornet de Peissant situé sur la rive est du canal, une grande cokerie :  'Les Cokeries du Brabant' fut construite en 1927. Jusqu'au milieu des années soixante-dix, la vie du hameau est dominée par cette usine, dont la flamme de torchage se voit des kilomètres à la ronde la nuit. Après sa fermeture en 1974, le lieu accueille un dépôt pétrolier et une usine à béton. Par la suite l'entreprise de logistique SBT (devenue plus tard Danzas et finalement DHL) s'installera également sur le site. L'ouverture récente du zoning industriel Cargovil toute proche, avec son va-et-vient de camions, en particulier autour du pont, va complètement bouleverser la vie du hameau.

### L'ouverture des parcs industriels
L'ouverture de l'industrie sur la rive ouest constitue l'enjeu d'un conflit entre les communes de Grimbergen et de Vilvorde. Dans un effort pour préserver la quiétude des zones d'habitation et donc d'éloigner les camions, ceux-ci ont été interdits d'accès au pont par la commune de Grimbergen. Cela oblige alors tous les camions à rester le long de la rive ouest et de longer les hameaux de Vilvorde :  Kassei et Trois Fontaines. Pour résoudre le problème, on pense construire un nouveau pont dans le prolongement du boulevard de la Woluwe. Cela permettrait au trafic supplémentaire d’être maintenu en dehors des agglomérations. Le pont sera suffisamment élevé pour permettre la navigation intérieure et d'éviter les temps d'attente pour les camions comme les bateaux. Une solution à court terme est une route de contournement du hameau de Pont brûlé. De cette façon, l'Industrieweg a été ouverte à la circulation en janvier 2011.
En plus de la quantité de trafic importante, dans les premières années du XXIe siècle (vers 2002) le hameau a été plusieurs fois perturbé par les odeurs en provenance de la nouvelle société "VLAR Compost" à l'ouest du canal, qui chaque année, transforme en compost quelque 60 000 tonnes de déchets organiques. Après la mise en place d'installations supplémentaires, ce problème a pu être solutionné.

## Changement d'occupation de la rive droite
Depuis 2003, Waterwegen en Zeekanaal (l'administrateur du canal, du pont et de la digue), en collaboration avec la commune de Grimbergen, met en place un scénario pour les maisons le long de la place Caporal Trésignies (et ses rues voisines de  Eppegemsesteenweg et Broekstraat). Les maisons vont être rachetées puis démolies afin de créer un passage mieux adaptés au trafic des poids lourds et une expansion de l'industrie. En 2016, le café situé place Trésignies est abandonné. En 2015,la place Caporal Trésignies a été entièrement expropriée. Quand toutes les maisons seront démolies, le réaménagement de l'ensemble de la zone en zone industrielle est prévu.

## Les prêtres de Pont Brûlé
- N. Fox (1873 - 1885)
- A. Soeten (1885 - 1900)
- C. Walraevens, Les Deux (1900 - 1904)
- G. Andries (1904 - 1908)
- Dominicus Joannes Wouters (1908 - 1914)
- G. Van de Keybus (1914 - 1939)
- P. Verhoeven (1939 - 1956)
- C. Van Hoogstraten (1957 - 1959)
- A. La Brie (1959 - 1975)
- W. Durieux (1975 - 1980)
- G. Van den Eeden (1980 - 1993)
- Camille Stallaert (1993 - 1995)
- Charles Stautemas (1995 - 2001)
- Jean-Marie D'Hollander (2001 - 2009)
- Johan Goossens (2009 - ...)